# آلف آموس
آلف آموس (انگلیسی: Alf Amos; ۹ فوریهٔ ۱۸۹۳ – ۲۷ اکتبر ۱۹۵۹) بازیکن فوتبال اهل بریتانیا بود.
از باشگاه‌هایی که در آن بازی کرده‌است می‌توان به باشگاه فوتبال کینگستونیان، باشگاه فوتبال هیتچین تاون، باشگاه فوتبال میلوال، و باشگاه فوتبال برنتفورد اشاره کرد.